# 莫克雷茨 (赫梅利尼茨基州)
50°10′15″N 26°42′37″E / 50.17083°N 26.71028°E
莫克雷茨（烏克蘭語：Мокрець），是烏克蘭西部赫梅利尼茨基州舍佩蒂夫卡區的村落，隸屬伊賈斯拉夫市鎮，面積1.424平方公里，海拔高度255米，2001年人口338，人口密度每平方公里237.36人。